# Attiliosa kevani
Attiliosa kevani is een slakkensoort uit de familie van de Muricidae. De wetenschappelijke naam van de soort is voor het eerst geldig gepubliceerd in 1999 door Vokes.